# Ambassade du Canada en Norvège
L'Ambassade du Canada à Oslo est la mission diplomatique canadienne en Norvège.

## Survol
La Norvège est le plus important partenaire commercial nordique du Canada. Elle occupait à l’échelle mondiale, en 2009, le 8e rang des partenaires commerciaux les plus importants pour le Canada, avec des importations de biens canadiens de l’ordre de 1.3 milliard de dollars canadiens et des exportations de biens vers le canada de l’ordre de 2.5 milliards de dollars canadiens. La Norvège était également en 2008 la 12e plus importante source d’investissements directs étrangers au Canada, avec des investissements de l’ordre de 3.0 milliards de dollars canadiens. 
L’ambassadeur actuel pour le Canada en Norvège est John Hannaford.